# Диникэ, Георге
Георге Диникэ (рум. Gheorghe Dinică; 1 января 1934, Бухарест — 10 ноября 2009[…], Бухарест) — румынский актёр театра и кино, режиссёр.

## Биография
Родился 1 января 1934 года. Увлекался театром с юности. Играл в самодеятельных театральных коллективах с 17 лет.
С 1957 по 1961 год учился актёрскому мастерству в Национальном университете театра и кино «И. Л. Караджале» в Бухаресте.
В начале своей карьеры работал театральным актёром. Дебютировал на сцене в 1961 году. С 1961 по 1967 год выступал в Театре комедии в Бухаресте, а с 1968 по 1969 год также в столичном Театре Буландра. С 1972 года — актёр Национального театра в Бухаресте. В 2002 году стал почётным членом коллектива Национального театра.
Играл роли в пьесах Шекспира, великих русских драматургов, таких как Антон Чехов и Максим Горький, а также современных театральных постановках: Эжена Ионеско, Сэмюэла Беккета, Фридриха Дюрренматта и Брайана Фрила. В Румынии получил большую известность.
Выступал на театральных сценах Парижа, Белграда, Венеции, Флоренции, Израиля и других.
Диникэ также был румынским режиссёром и популярным киноактёром, поэтому снимался в основном в румынских фильмах. Как и французский актёр Ален Делон, Диникэ отказался сниматься в фильмах американского производства.
За свою карьеру снялся почти в 80 фильмах, участвовал в многочисленных теле- и радиопрограммах. Амплуа: отрицательные герои, злодеи, политики и др.
Дебютировал в кино в 1963 году. Его часто называют румынским Робертом Де Ниро из-за сходства с американским актёром.
Умер 10 ноября 2009 года от остановки сердца в больнице скорой помощи Бухареста. Похоронен на кладбище Беллу.

## Фильмография
- 1966 — Даки — римский генерал Фускус
- 1968 — Колонна — Бастус
- 1972 — Чистыми руками —Ласкарике, владелец похоронного бюро, психопатический убийца
- 1973 — Последний патрон —Ласкарике, владелец похоронного бюро, психопатический убийца
- 1974 — Комиссар полиции обвиняет — Парайпан, предводитель боевого крыла партии легионеров
- 1974 — Бессмертные — маршал Бутнару
- 1975 — Штефан Великий – 1475 год — Султан Мухаммед II
- 1976 — Всегда виновен — жандарм Ион
- 1978 — Реванш —Парайпан, предводитель боевого крыла партии легионеров
- 2002 — Филантропия — Павел «Пепе» Пюйт, президент фонда «Филантропия»
- 2008 — Оставшийся в живых

## Награды
- 1967: Орден «За заслуги перед культурой»[рум.] 4-й степени «За особые заслуги в области драматического искусства».
- 2000: Великий офицер Орден «За верную службу»[4]
- 2002: Почётный гражданин города Бухареста.
- 2008: Большой крест Орден «За верную службу»[5]
- 2008: Доктор Honoris Causa Национального университета театра и кино «И. Л. Караджале» в Бухаресте.